# William Levi Dawson
Pour les articles homonymes, voir Dawson et William Dawson.
Œuvres principales
- Negro Folk Symphony
William Levi Dawson, né le 26 septembre 1899 à Anniston (Alabama) et mort le 2 mai 1990 à Montgomery (Alabama), est un compositeur, chef de chœur, pédagogue et arrangeur américain.

## Biographie
De 1913 à 1921, William Levi Dawson est élève au Tuskegee Institute de Tuskegee (Alabama), où il apprend notamment la musique. De 1921 à 1925, il étudie la composition à l'Université Washburn de Topeka (Kansas) puis au Horner Institute of Fine Arts de Kansas City (Missouri).
Sorti diplômé de cet Institut en 1925, il complète sa formation en composition au Conservatoire américain de musique (en) de Chicago (Illinois) en 1927 et y obtient un nouveau diplôme.
De 1931 à 1956, il enseigne la musique au Tuskegee Institute, dont il dirige en outre le chœur (avec lequel il part souvent en tournée).
Comme compositeur, il reste surtout connu pour sa Negro Folk Symphony de 1934, créée la même année par l'orchestre de Philadelphie sous la direction de Leopold Stokowski. Après un voyage en Afrique de l'Ouest, il révise cette symphonie en 1952.
Il est également connu comme arrangeur de nombreux negro spirituals (dont Swing Low, Sweet Chariot en 1946).

## Compositions (sélection)

### Musique de chambre
- 1925 : Trio avec piano en la majeur
- 1927 : Sonate pour violon et piano en la majeur

### Musique pour orchestre
- 1930 : Scherzo ; Symphonie no 1 en mi bémol majeur (vers 1930)
- 1934 : Negro Folk Symphony (révisée en 1952)
- 1941 : Negro Folk Song et Negro Work Song

### Musique vocale
(arrangements le cas échéant)
- 1920 : Forever Thine et The Rugged Yank, pour voix et piano ; I Couldn't Hear Nobody Pray pour soprano, chœurs et piano
- 1925 : King Jesus Is a Listening pour soprano, chœurs et piano
- 1926 : Go to Sleep, berceuse pour voix et piano
- 1927 : Jesus Walked This Lonesome Valley, My Lord, What a Mourning et Talk About a Chile That Do Love Jesus, pour voix et piano
- 1928 : Break, Break, Break pour chœurs et orchestre ; You Got to Reap Just What You Sow pour voix et piano
- 1929 : Out in the Fields with God pour voix et piano
- 1931 : Lovers Plighted pour chœurs a cappella
- 1934 : Soon Ah Will Be Done pour chœurs et piano
- 1937 : Ain'a That Good News? pour chœurs et piano
- 1939 : Oh, What a Beautiful City pour voix et piano ; There Is a Balm in Giled pour chœurs et piano
- 1942 : Ezekiel Saw the Wheel pour chœurs a cappella ; Lit'l Boy Child pour soprano, baryton et chœurs a cappella
- 1946 : Behold the Star pour soprano, ténor, chœurs, chœur en écho et piano ; Every Time I Feel the Spirit pour baryton et chœurs a cappella ; Hail Mary pour alto, chœurs et piano ; Swing Low, Sweet Chariot pour soprano et chœurs a cappella
- 1947 : Mary Had a Baby pour soprano et chœurs a cappella
- 1961 : In His Care'o pour chœurs a cappella
- 1967 : I Wan' to Be Ready pour soprano, baryton, chœurs et piano ; Pilgrim's Chorus from Tannhäuser, chœur des pèlerins du Tannhäuser de Richard Wagner arrangé pour chœurs et piano (avec de nouvelles paroles)
- 1971 : Feed'a My Sheep pour chœurs et piano
- 1974 : Slumber Song pour chœurs a cappella